# Піджарка
Піджа́рка — гаряча основна або закусочна страва радянської кухні, української, а також деяких народів Центральної Азії, смажена яловичина, баранина або свинина, нарізана дрібними шматочками вагою 10-15 г.
Рибну піджарку готують із нарізаного брусочками філе без шкіри та кісток риби осетрових порід, а також морського окуня, кефалі, судака та інших видів, що не містять внутрішньом'язових кісток.

## Історія
У СРСР випускали порційний м'ясний напівфабрикат під назвою «піджарка», що призначався для тушкування з соусами. «Книга про смачну і здорову їжу» 1954 року високо оцінювала за зручність «яловичий напівфабрикат „Московська піджарка“, який набув великого поширення і заслуженої популярності», з якого можна було швидко приготувати різні перші та другі страви.

## Приготування
На піджарку з яловичини беруть товстий, тонкий краї, верхній та внутрішні шматки тазостегнової частини, зі свинини чи баранини — корейку чи тазостегнову частину. М'ясо нарізають упоперек м'язових волокон на тонкі пластини, а потім на брусочки. Після обсмажування приправленого сіллю та перцем м'яса на сковороді до готовності його з'єднують з пасерованою цибулею та томатним пюре. М'ясну піджарку як гарячу закуску сервірують без гарніру, а другою стравою — з відвареною або смаженою картоплею, кашею, відвареними овочами, тушкованою капустою і оформляють зеленню. У ресторанній подачі піджарку подають на підігрітій дрібній тарілці або на порційній сковороді.

## Види
Українські кулінарні книги фіксують такі три види піджарки. Також до піджарки (з субпродуктів) зараховують куирдак, бугланан багр-ойкен, опко куурдаги.

### Піджарка любительська
Яловичину, свинячу корейку та баранину нарізати крупними шматками, злегка відбити, посолити, поперчити. М'ясо з обох боків обсмажити на гарячій пательні на вершковому маслі. Обсмажити окремо на маслі картоплю та ріпчасту цибулю. Викласти на середину пательні смажену картоплю, а навколо неї — готові шматки м'яса, зверху викласти смажену цибулю. Полити м'ясним бульйоном, кілька хвилин потримати на вогні, посипати зеленню. Подавати в цій же сковороді.

### Піджарка чумацька
Варені серце, легені, печінку нарізують брусочками або скибочками, солять, злегка обсмажують. Окремо обсмажують дрібно нарізану цибулю, додають до субпродуктів, заливають бульйоном або водою й тушкують. Наприкінці тушкування додають лавровий лист і перець. Подають разом із бульйоном, який залишився після тушкування. Гарніром може бути пшоняна або пшенична каша.

### Піджарка по-азербайджанськи
Баранину нарізають по 3—4 шматочки на порцію. Підготовані баранячі нирки очищають від плівки й розрізають навпіл. М'ясо й нирки посипають перцем, сіллю й смажать до готовності. Окремо пасерують ріпчасту цибулю. Готують лаваш без додавання яєць. При подачі лаваш загортають мішечком і кладуть у нього пасеровану цибулю, піджарку прикрашають смаженими половинками помідорів, посипають дрібно нарізаною зеленню кіндзи й кропу.